# Nova Olinda (kommun i Brasilien, Tocantins)
Nova Olinda är en kommun i Brasilien.   Den ligger i delstaten Tocantins, i den centrala delen av landet, 900 km norr om huvudstaden Brasília. Antalet invånare är 10 686.
Omgivningarna runt Nova Olinda är huvudsakligen savann. Runt Nova Olinda är det mycket glesbefolkat, med 5 invånare per kvadratkilometer.